# Luz Casanova
Luz Casanova   (Avilés, 28 d'agost de 1873 - Madrid, 8 de gener de 1949) va ser la fundadora de la congregació religiosa de les Dames Apostòliques del Sagrat Cor de Jesús. Ha estat proclamada venerable per l'Església Catòlica.

## Biografia
Luz Casanova, com és coneguda Luz Rodríguez-Casanova i García-San Miguel, va néixer a Avilés (a l'edifici avui desaparegut situat en el número 30 del carrer de La Cámara) en el si d'una família de l'aristocràcia. Son pare Florentino Rodríguez-Casanova (que va morir quan Luz només tenia cinc anys) era governador civil d'Oviedo; el seu padrí de baptisme, son oncle Julián García San Miguel i Zaldúa fou ministre de Gràcia i Justícia durant la regència de María Cristina d'Habsburg); i sa mare Leónides era la marquesa de Onteiro i filla de José García-San Miguel i López, primer marquès de Teberga.
Va ser batejada en la parròquia de San Nicolás de Bari d'Avilés el 30 d'agost de 1873; fou confirmada quatre anys després per l'arquebisbe de Manila a Madrid.
Després de la mort del pare i l'avi, a qui estava particularment unida, la família es trasllada a Madrid, l'any 1885. Poc després d'arribar-hi, Luz queda impressionada pels sofriments dels més pobres i indefensos de la societat, especialment les dones que malviuen pels carrers. És per això pel que, ja en 1888, decideix dedicar la seva vida a ajudar els més desvalguts. Després d'una peregrinació al Santuari de Lorda l'any 1897, va decidir fundar el Patronat de Malalts.
La tasca de Luz no era un treball individualista, sinó que va tractar d'involucrar en la seva visió i “missió” a tots aquells que tenien una sensibilitat especial cap als més necessitats. Per això va fer servir tots els mitjans al seu abast, inclosos aquells que llavors no s'obrien a les dones, com els mitjans de comunicació social, per implicar altres persones i crear una mobilització i una conscienciació social que lluités per una redistribució de la riquesa més equitativa.
Luz Casanova fou precursora del voluntariat social: la seva obra es veia secundada per “auxiliars i col·laboradors”, que ajudaven a desenvolupar la pluralitat i a estendre l'obra del que seria més tard la congregació religiosa de les Dames Apostòliques.
Gràcies a tota aquesta ajuda i col·laboració, l'any 1902 obre la seva primera escola: l'Obra de la Preservació de la Fe i Educació popular, a la qual seguiran moltes altres en els següents anys, que constituïen una xarxa de petits centres educatius que se situaven en barris marginals per ajudar a l'educació dels nens i joves més pobres.
L'any 1910 es funda el Patronat de Malalts, projecte que tractava de crear una xarxa d'assistència mèdica i espiritual a les classes obreres més pobres. El treball és tal que a partir de 1924, Luz i les seves companyes decideixen viure en comunitat, mentre sol·liciten la creació d'una congregació. Les Dames Apostòliques del Sagrat Cor de Jesús seran aprovades pel bisbe de Madrid l'any 1927.
En 1929, l'arquitecte Críspulo Moro duu a terme les obres del noviciat de les Dames Apostòliques en el Paseo de La Habana 198 de Madrid. L'any 1930, el grup inicial fa la seva professió religiosa. A partir d'aquest moment, la congregació s'expandeix i obre cases a Granada, Barcelona, València i fins i tot a Roma.
La guerra civil va suposar un dur cop per a la congregació, però un cop acabada van reiniciar la seva labor social. L'any 1943, el papa Pius XII aprova temporalment (fins a l'arribada de l'aprovació definitiva l'any 1950) les constitucions de la congregació.
Luz Casanova va morir, però, abans de l'aprovació definitiva de les constitucions, el 8 de gener de 1949. Fou enterrada a l'església de la casa fundacional, al carrer de Santa Engracia 11.